# Пищевые запреты в исламе

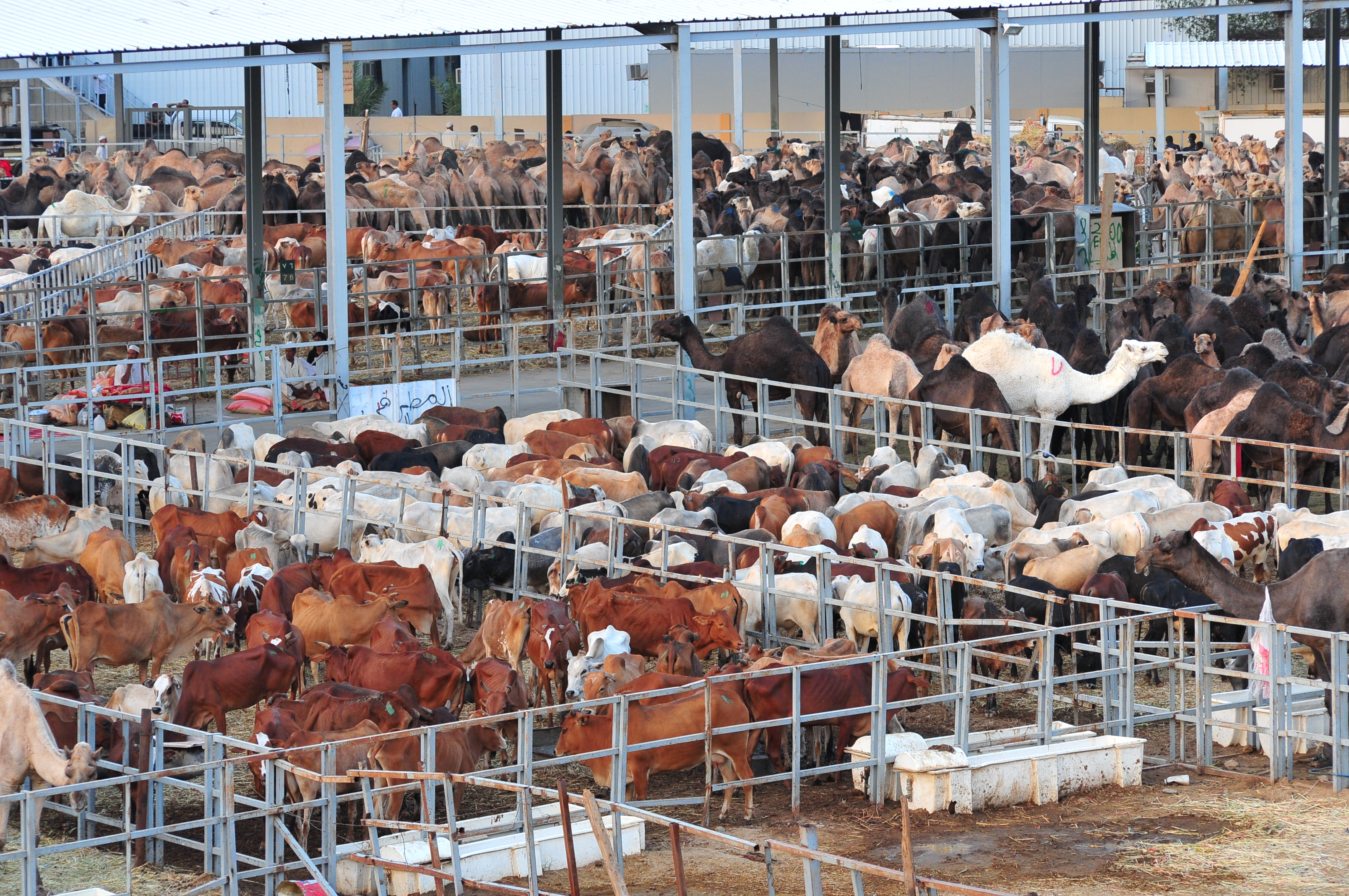
Животные перед убоем

Пищевые запреты в исламе — пища, запрещённая к употреблению мусульманам. Коран указывает на запрет употребления крови, мяса животных, которые умерли своей смертью, были забиты без упоминания Бога, нечистых животных: хищников, всеядных животных (свинины и др.) и т. д.

## Общие принципы

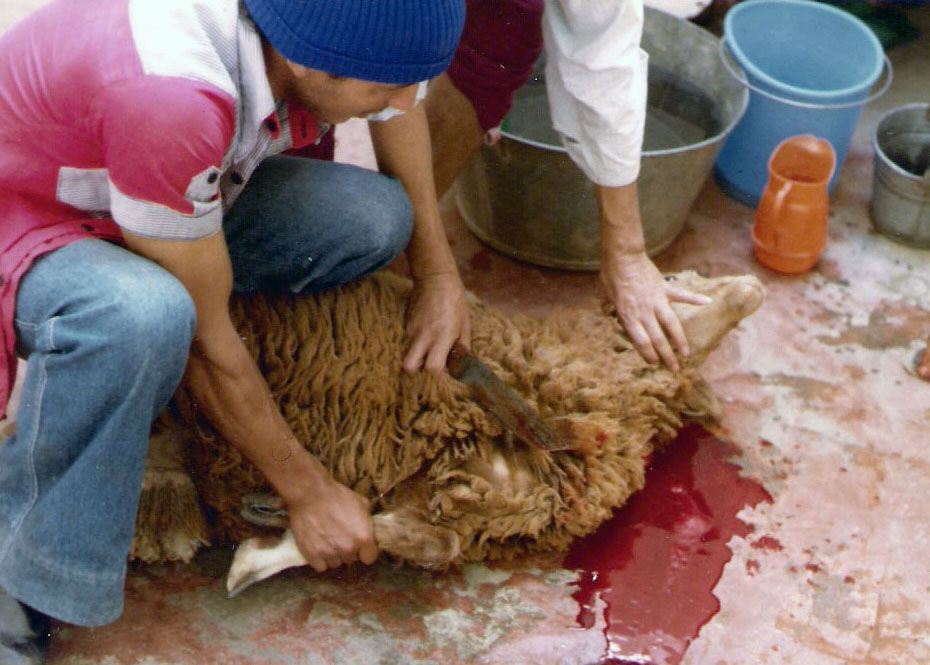
Убой животного

В исламе в основе всего (что касается бытовых, нерелигиозных вопросов) заложена разрешённость. То есть всё разрешено (халяль), кроме того, что явно запрещено (харам). Это основано на Коране и Сунне. Более тонкие моменты регулируются фетвами, поэтому халяль делится на желательное (сунна), нейтральное (мубах) и нежелательное (макрух танзихи).
В Коране есть явные запреты на употребление:
- крови,
- свинины,
- мяса животных, которые:
  - успели умереть своей смертью (включая травмы от падения и пр.),
  - или были забиты без почтительного упоминания имени Бога (Аллаха).

Запрещены также продукты, содержащие даже незначительное количество запретных веществ, например, созданные на основе свиного жира сыры. При производстве колбасной продукции свинина обычно заменяется курицей — филе или бедром без кости.
Халяльные кафе, рестораны и т. д., предлагающие клиентам халяльную еду, могут иметь сертификаты, подтверждающие халяльность продукции.

## Здоровая пища

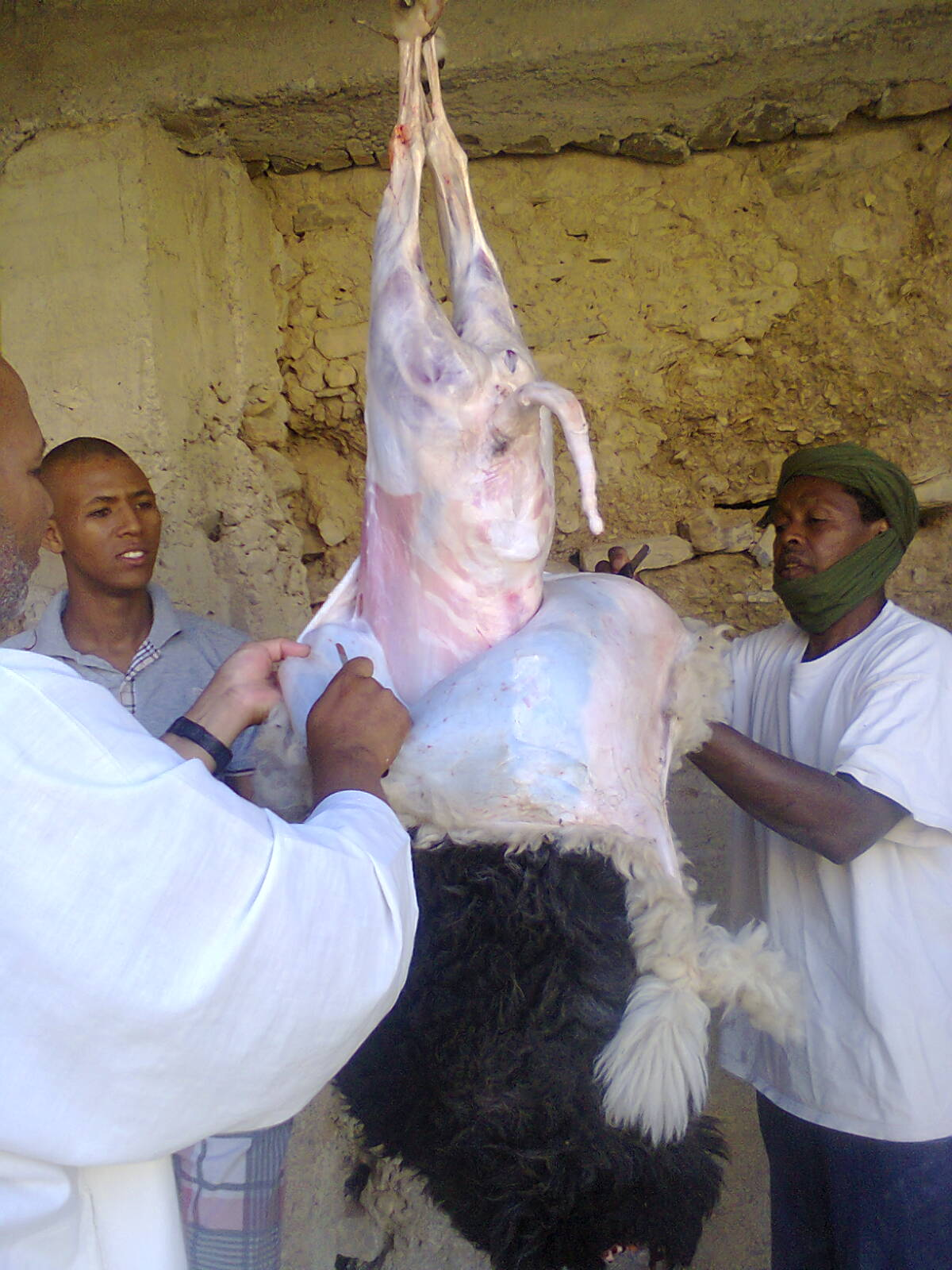
Разделка животного

Здоровое питание считается важным в исламе, хотя это не обязательно может быть основано на западных стандартах. В то же время другие рекомендации им соответствуют: так некоторые мусульманские ученые считают избыточное питание грехом, ссылаясь на следующий аят Корана:

Аллах Единый — Тот, кто взрастил сады из виноградных лоз, растущих на подпорах и без подпор. Он взрастил финиковые пальмы и посевы, которые дают разнообразные плоды по цвету, вкусу, форме и запаху. Аллах взрастил также оливы, гранаты и другие плоды, схожие по некоторым качествам и различные по другим, хотя земля может быть одна и та же и орошается одной и той же водой. Ешьте из этих плодов, когда они созреют, и отдавайте должную милостыню после уборки урожая. Не вкушайте много, а будьте умеренны, чтобы не повредить себе и не обделить бедных. Аллах не любит расточительных и недоволен их неумеренными деяниями!

Оригинальный текст (ар.)وَهُوَ الَّذِي أَنْشَأَ جَنَّاتٍ مَعْرُوشَاتٍ وَغَيْرَ مَعْرُوشَاتٍ وَالنَّخْلَ وَالزَّرْعَ مُخْتَلِفًا أُكُلُهُ وَالزَّيْتُونَ وَالرُّمَّانَ مُتَشَابِهًا وَغَيْرَ مُتَشَابِهٍ ۚ كُلُوا مِنْ ثَمَرِهِ إِذَا أَثْمَرَ وَآتُوا حَقَّهُ يَوْمَ حَصَادِهِ ۖ وَلَا تُسْرِفُوا ۚ إِنَّهُ لَا يُحِبُّ الْمُسْرِفِينَ—  6:141 (Аль-Азхар)
В современном мире халяльные продукты употребляются не только из религиозных, но и из диетических соображений: они пользуются все большей популярностью среди приверженцев здорового питания. Всего доля халяльных (то есть одобренных мусульманскими обычаями) продуктов питания на мировом пищевом рынке составляет около 20 %, причем значительная их часть производится в регионах с очень небольшой долей мусульманского населения, в частности, в Латинской Америке.

## Запрещённые мясные продукты (харам)

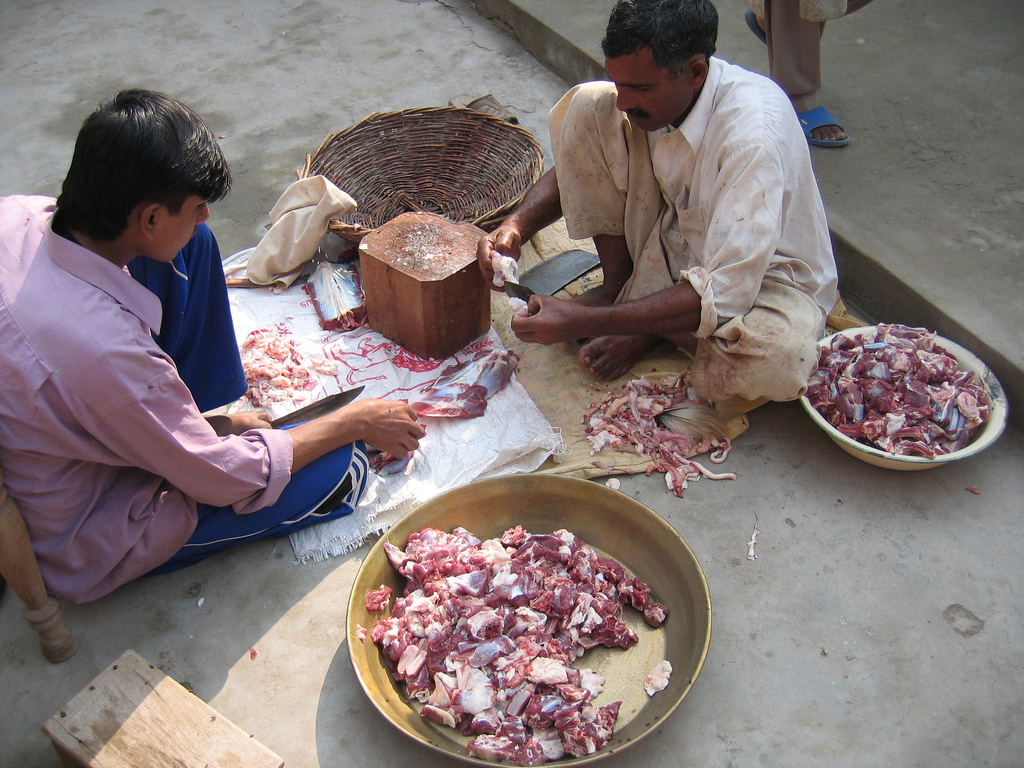
Резка мяса

Некоторые животные и способы убоя животных могут являться запрещёнными к употреблению. Такое мясо будет являться «нечистым». Для того, чтобы мясо могло считаться халяльным, бараны и бычки должны быть зарублены по всем правилам. Животное не может быть больным или беременным. Оно не должно умирать своей смертью и страдать при убое. Желательно, чтобы одно животное не видело, как убивают другое животное.
При забое халяльного скота нежелательно использовать электрический ток, так как разряд замораживает кровообращение и закупоривает сосуды, в результате чего запрещённая к употреблению кровь не сливается.

### Мертвечина

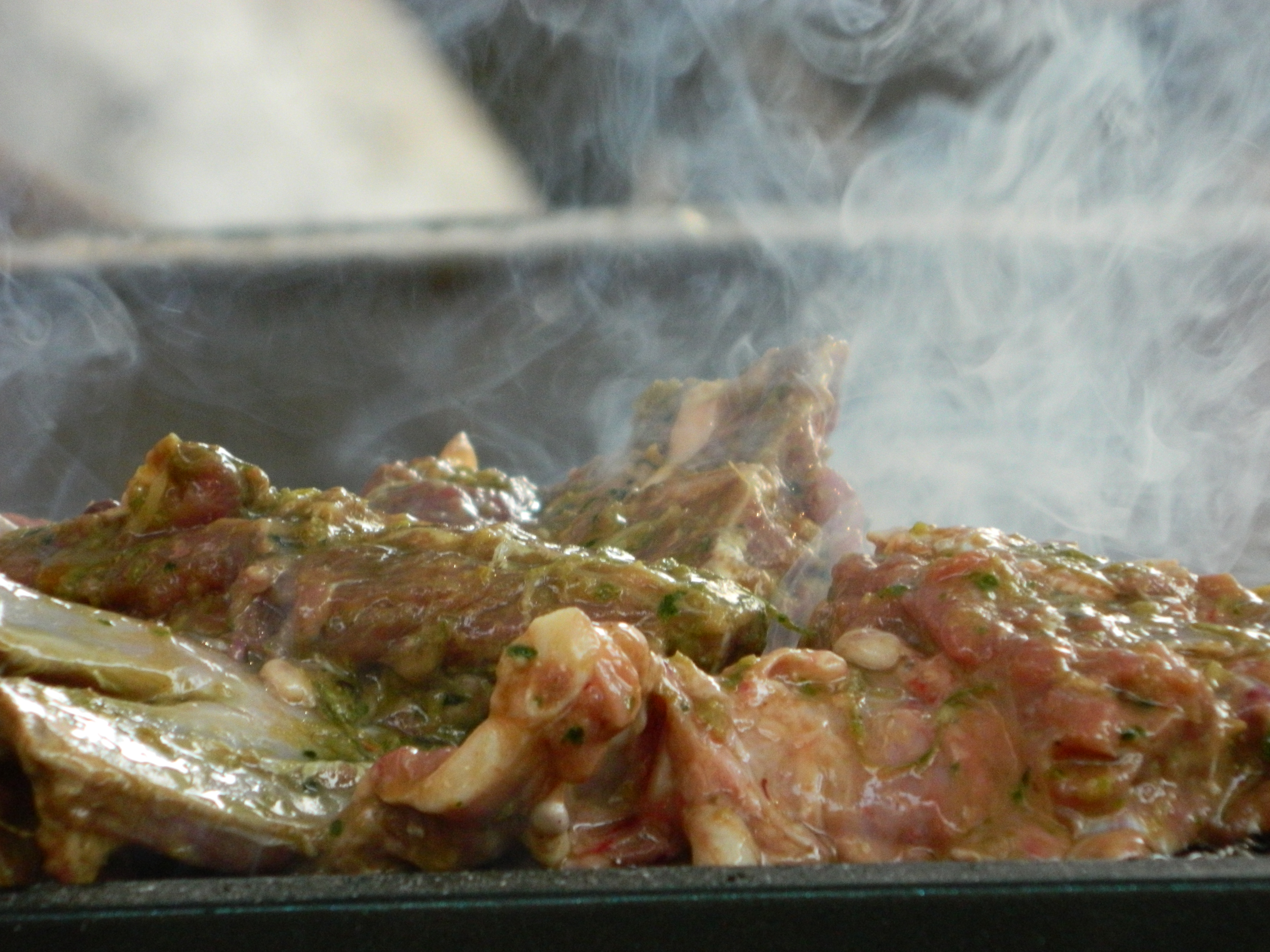
Приготовление пищи

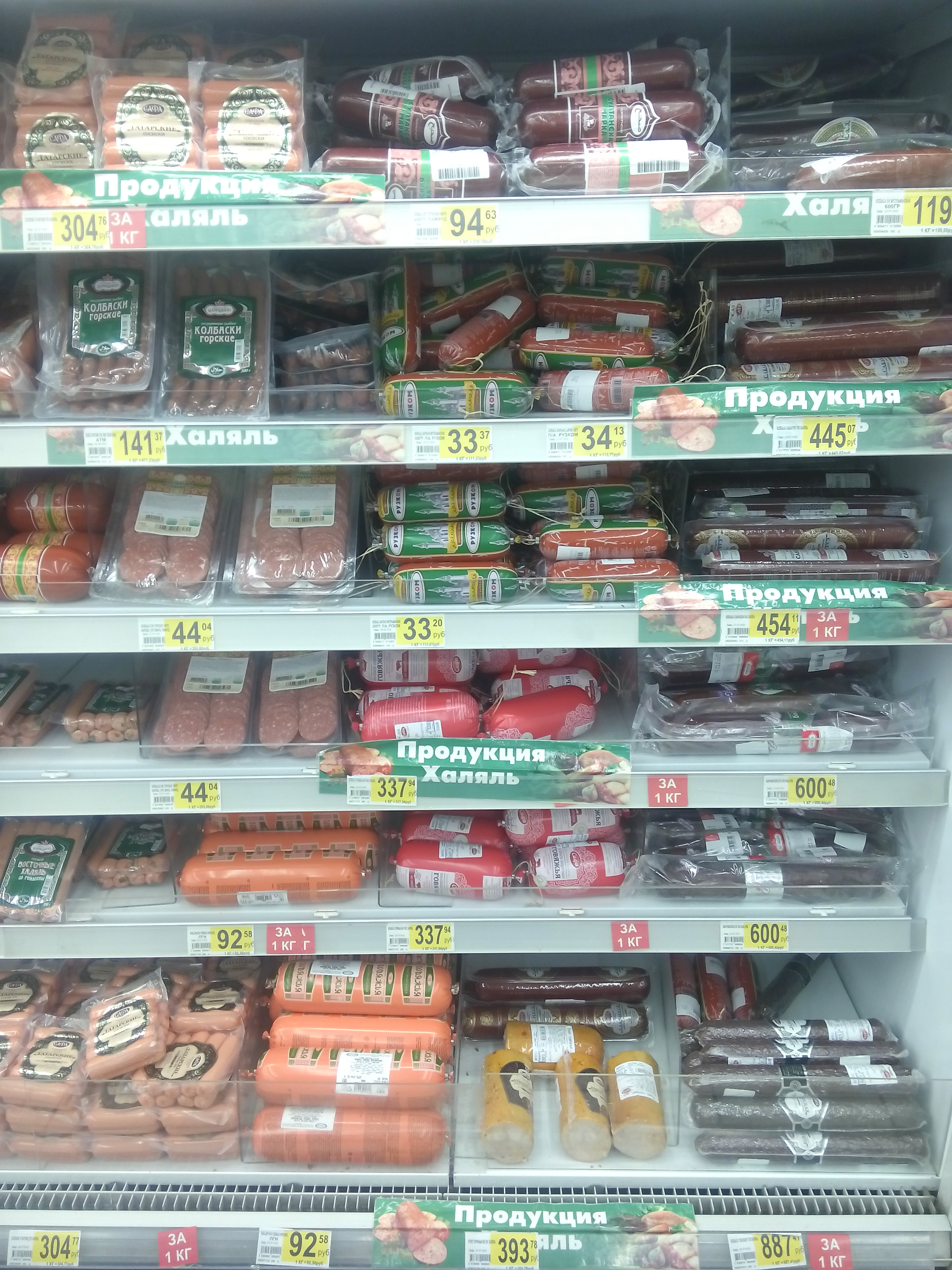
Халяльный отдел в Ашане

В исламе есть запрет на употребление в пищу мертвечины. Согласно исламскому праву (фикх), животные, которые умирают в результате утопления, пожара, поражения электрическим током, травмы, являются мертвечиной. Разрешаются животные, которые забиты сознательно на убой или на охоте, так как при этом есть возможность максимально выжать кровь. Исключениями из этих правил являются морепродукты.
- Поистине, появятся среди моих последователей народы, которые сделают разрешённым спиртное, свинину, чистый шёлк и струнные инструменты[4].

Вам запрещены мертвечина, кровь, мясо свиньи и то, над чем не было произнесено имя Аллаха (или что было зарезано не ради Аллаха), или было задушено, или забито до смерти, или подохло при падении, или заколото рогами или задрано хищником, если только вы не успеете зарезать его, и то, что зарезано на каменных жертвенниках (или для идолов), а также гадание по стрелам. Все это есть нечестие. Сегодня неверующие отчаялись в вашей религии. Не бойтесь же их, а бойтесь Меня. Сегодня Я ради вас усовершенствовал вашу религию, довел до конца Мою милость к вам и одобрил для вас в качестве религии ислам. Если же кто-либо будет вынужден пойти на это (на употребление запрещенных продуктов) от голода, а не из склонности к греху, то ведь Аллах — Прощающий, Милосердный. 

Оригинальный текст (ар.)حُرِّمَتْ عَلَيْكُمُ الْمَيْتَةُ وَالدَّمُ وَلَحْمُ الْخِنْزِيرِ وَمَا أُهِلَّ لِغَيْرِ اللَّهِ بِهِ وَالْمُنْخَنِقَةُ وَالْمَوْقُوذَةُ وَالْمُتَرَدِّيَةُ وَالنَّطِيحَةُ وَمَا أَكَلَ السَّبُعُ إِلَّا مَا ذَكَّيْتُمْ وَمَا ذُبِحَ عَلَى النُّصُبِ وَأَنْ تَسْتَقْسِمُوا بِالْأَزْلَامِ ۚ ذَٰلِكُمْ فِسْقٌ ۗ الْيَوْمَ يَئِسَ الَّذِينَ كَفَرُوا مِنْ دِينِكُمْ فَلَا تَخْشَوْهُمْ وَاخْشَوْنِ ۚ الْيَوْمَ أَكْمَلْتُ لَكُمْ دِينَكُمْ وَأَتْمَمْتُ عَلَيْكُمْ نِعْمَتِي وَرَضِيتُ لَكُمُ الْإِسْلَامَ دِينًا ۚ فَمَنِ اضْطُرَّ فِي مَخْمَصَةٍ غَيْرَ مُتَجَانِفٍ لِإِثْمٍ ۙ فَإِنَّ اللَّهَ غَفُورٌ رَحِيمٌ—  5:3 (Кулиев)

## Халяль и кашрут
Правила, аналогичные халялю, есть и в иудаизме (см. Кашрут). Иудеи также не едят свинину, пользуются строгими правилами забоя скота (более строгими, чем в исламе). Но в иудаизме есть специальный человек (шойхет), в функции которого входит убой и разделка в соответствии с правилами кашрута, а в исламе подобного человека нет. Существует только одно ограничение, которое есть в исламе, но его нет в иудаизме: ислам запрещает употребление всех спиртных напитков, а с точки зрения кашрута вино может быть кошерным, если оно изготовлено с использованием разрешённых продуктов. В исламе халяльным продуктом не может считаться даже мясо разрешённых животных, если животное было зарезано не по правилам ислама.

## Примеры дозволенных и запретных животных
К однозначно запрещённым к употреблению животным относятся: букашка, блоха, ворона, вошь, гепард, жук-олень, жигалка осенняя, кошка, коршун, крот, куница, ласка, леопард, медведь, морская свинка, морской конек, мул, муравей, муха, мышь, обезьяна, орёл, осёл, павлин, падаль, паук, пчела, сапсан, свинья, собака, сова, сокол, скорпион, слон, таракан, удод, черепаха, шакал, шершень, ястреб и др. Ниже в таблице приведён список животных, правовой статус которых различается в зависимости от правовой школы (мазхаба) в пределах суннитского ислама.
| Название животного | Ханафитский мазхаб | Шафиитский мазхаб | Маликитский мазхаб | Ханбалитский мазхаб |
| ------------------ | ------------------ | ----------------- | ------------------ | ------------------- |
| Акула              | харам              | халяль            | халяль             | халяль              |
| Белка              | харам              | харам             | халяль             | харам               |
| Пресноводные змеи  | харам              | халяль            | халяль             | халяль              |
| Волк               | харам              | харам             | макрух             | харам               |
| Гиена              | харам              | халяль            | халяль             | халяль              |
| Ёж                 | харам              | халяль            | харам              | халяль              |
| Жираф              | халяль             | харам             | халяль             | харам               |
| Змея               | харам              | харам             | халяль             | халяль              |
| Крокодил           | харам              | харам             | халяль             | харам               |
| Лев                | харам              | харам             | макрух             | харам               |
| Летучая мышь       | харам              | харам             | макрух             | харам               |
| Лиса               | харам              | халяль            | мубах              | харам               |
| Лошадь             | макрух             | халяль            | харам              | халяль              |
| Лягушка            | харам              | харам             | халяль             | харам               |
| Моль               | харам              | харам             | мубах              | харам               |
| Попугай            | халяль             | харам             | халяль             | халяль              |
| Рак                | харам              | харам             | халяль             | халяль              |
| Соболь             | харам              | халяль            | халяль             | харам               |
| Сорока             | халяль             | харам             | харам              | харам               |
| Тигр               | харам              | харам             | макрух             | харам               |
| Улитка             | харам              | харам             | халяль             | харам               |
| Чайка              | мубах              | халяль            | халяль             | халяль              |
| Ящерица            | харам              | халяль            | халяль             | халяль              |

## Исключения
Мусульманам всех течений разрешено употреблять запретную пищу только и исключительно в случае острой нужды, например, если голод может стать причиной его смерти или болезни. В этом случае он может поесть минимальное количество запретной пищи, необходимое для выживания или поддержания своего здоровья до тех пор, пока он не найдёт разрешённую еду.